# Trần Đại Quang

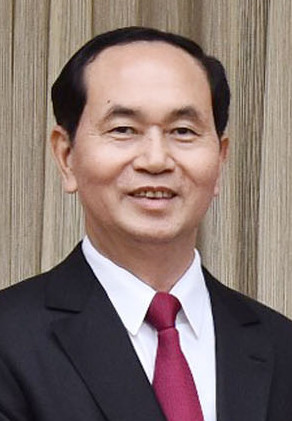
Trần Đại Quang 2018

Trần Đại Quang (* 12. Oktober 1956 in der heutigen Provinz Ninh Bình, Vietnam; † 21. September 2018 in Hanoi) war ein vietnamesischer Politiker und vom 2. April 2016 bis zu seinem Tod der achte Präsident der Sozialistischen Republik Vietnam.

## Leben
Trần Đại Quang wurde in einem Dorf im Distrikt Kim Sơn in der heutigen Provinz Ninh Bình im Delta des Roten Flusses südlich von Hanoi geboren. Quang war mit Nguyễn Thị Hiền verheiratet, die als First Lady of Vietnam zeremonielle Funktionen ausübte.
Ab 1972 begann für ihn eine lange Polizei- und Geheimdienstkarriere. Am 12. November 1983 wurde er Mitglied der Kommunistischen Partei Vietnams und ab 1997 mehrmals Mitglied des Politbüros der Kommunistischen Partei Vietnams und Mitglied des Zentralkomitees der Partei.
Auf dem 12. Parteitag der Kommunistischen Partei Vietnams im Dezember 2015 wurde der Polizeigeneral und bisherige Minister für Öffentliche Sicherheit zum Präsidenten der Republik vorgeschlagen und am 2. April 2016 mit 91,5 Prozent der Stimmen von der 11. Tagung der XIII. Nationalversammlung bestätigt. An diesem Tag trat er die Nachfolge von Trương Tấn Sang an. Am selben Tag schlug er Nguyễn Xuân Phúc als neuen Regierungschef vor.
Trần Đại Quang starb mit 61 Jahren am 21. September 2018 nach langer Krankheit in einem Militärkrankenhaus in Hanoi.